# Хемотоксин
Хемотоксините (от старогръцки: αἷμα – кръв и τοξικον – отрова) са вещества с микробен, растителен или животински произход, които повреждат обвивката на еритроцитите в кръвта и предизвикват тяхната хемолиза. Хемотоксините са в по-голямата си част ферменти от типа на лецитиназата или фосфолипазата, които разграждат фосфолипидите в еритроцитната мембрана или сапониноподобните вещества, които действат върху друг компонент на мембраната – холестерола.

## Основни сведения
Хематични са токсините, които разрушават червените кръвни клетки (тоест предизвикват хемолиза), нарушавайки процеса на съсирване на кръвта, и/или предизвикват разрушаване на органите и общи увреждания в тъканите. Терминът „хемотоксин“ е донякъде погрешно наименование, тъй като токсините, които увреждат кръвта, увреждат и други тъкани.
Уврежданията може да са толкова тежки, че дори при хирургическо лечение на пострадалите е възможна загуба на крайници.

## Разновидности
Различават се хемотоксини от:
- микробен произход (хемотоксини от стафилококи, стрептококи и др.);
- растителен произход (токсоалбумин, рицин, кротин, сапонини и абрин);
- животински произход: арахнолизини на някои паяци (Latrodectus, Atrax, Lycosa и др.), хемотоксини на паразитни червеи (Dibothriocephalus), змийски отрови, особено отровите на змиите от семействата Viperidae, Crotalidae, токсините в слюнката на комодския варан и др.

## Чувствителност
Чувствителността на еритроцитите на различни видове животни към един и същ хемотоксин не е една и съща. Така, змийските отрови (например, отровата на кобрите) лизират еритроцитите на морските свинчета, кучетата и човека, но не действат на еритроцитите на говедата, овцете и козите. Лецитините и холестеролът в големи дози предотвратяват действието на хемотоксините.